# Erich Grützner

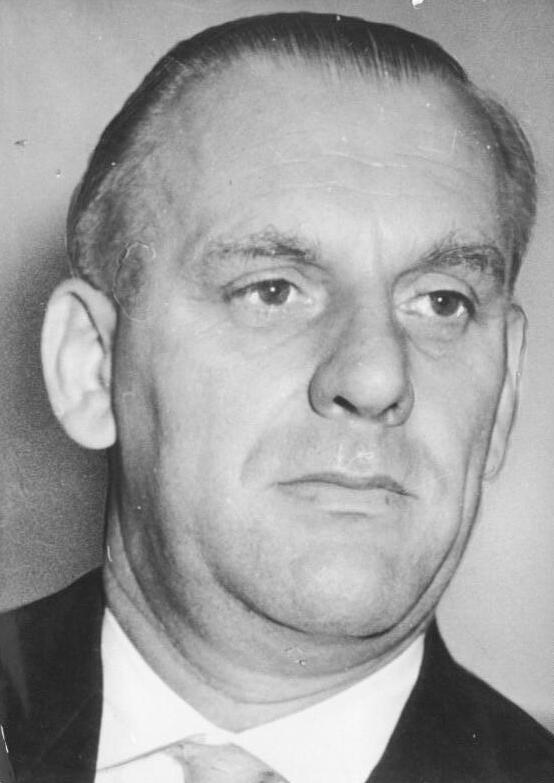
Erich Grützner

Erich Grützner (* 30. Juli 1910 in Pirna; † 21. November 2001 in Leipzig) war ein deutscher FDGB- und SED-Funktionär. Von 1958 bis 1989 war er Abgeordneter der SED der Volkskammer der DDR und von 1960 bis 1976 Mitglied des Staatsrates der DDR.

## Leben
Grützner wurde 1910 in Pirna als Sohn eines Stahlschmelzers geboren. Nach der Volksschule arbeitete er ab 1925 in verschiedenen Berufszweigen, ohne eine Lehre absolviert zu haben. 1924 trat er in den Jung-Spartakus-Bund ein, 1925 in den KJVD und in den Deutschen Metallarbeiterverband, seine erste Berührung mit einer Art Gewerkschaft.
1932 wurde Grützner Mitglied der KPD, für die er ab 1933 illegal tätig war. Infolgedessen wurde er 1934 wegen „Vorbereitung zum Hochverrat“ zu 16 Monaten Zuchthaus verurteilt. Von 1939 bis zum Kriegsende war Grützner als Chemiearbeiter in Pirna tätig.
Unmittelbar nach dem Krieg war Grützner bis 1946 der Leiter des Jugendausschusses der Stadt Pirna. 1947 wechselte er zum FDGB und war bis 1949 hauptamtlicher Funktionär der FDGB-Kreisverwaltung Pirna. In dieser Zeit besuchte er 1948 die Landesparteischule der SED in Ottendorf. Von 1948 bis 1950 war Grützner auch Stadtverordneter und Vorsitzender der Stadtverordnetenversammlung von Pirna. 1950 wurde er an die Gewerkschaftshochschule „Fritz Heckert“ des FDGB delegiert, wo er zuerst studierte und dann bis 1954 als Lehrer und Lehrstuhlleiter wirkte.
Danach wurde Grützner nach Leipzig geschickt, wo er von Februar 1954 bis März 1959 Vorsitzender des FDGB-Bezirksvorstandes Leipzig war und in dieser Funktion von Juli 1955 bis Oktober 1959 auch Mitglied des Präsidiums des Bundesvorstandes des FDGB. Er wurde ebenso Mitglied der SED-Bezirksleitung Leipzig, in der er bis 1989 verblieb. 1954 wurde Grützner auch in den Bezirkstag Leipzig „gewählt“, dessen Abgeordneter er bis 1981 war. Von 1956 bis 1963 absolvierte er ein Fernstudium an der Parteihochschule „Karl Marx“, welches er als Diplom-Gesellschaftswissenschaftler abschloss. 1959 wurde Grützner Vorsitzender des Rates des Bezirkes Leipzig, was er 15 Jahre lang blieb.
In diese Periode fällt auch der Abriss der Paulinerkirche Leipzig im Zuge des Ausbaus der damaligen Karl-Marx-Universität Leipzig zur sozialistischen Universität. Seine Figur ist daher in dem in der ersten Etage des Hauptgebäudes der Leipziger Universität befindlichen Gemälde von Werner Tübke Arbeiterklasse und Intelligenz zu sehen, das Ergebnis eines Wettbewerbs mit dem Rahmenthema „Arbeiterklasse und Intelligenz sind unter Führung der marxistisch-leninistischen Partei im Sozialismus untrennbar verbunden“ war. Neben ihm sind der damalige 1. Sekretär der SED-Bezirksleitung Paul Fröhlich und der damalige Oberbürgermeister von Leipzig Walter Kresse abgebildet.
Grützner war von 1958 bis 1989 Abgeordneter der SED der Volkskammer der DDR und wurde 1967 in die „Kommission zur Ausarbeitung einer sozialistischen Verfassung der Deutschen Demokratischen Republik“ unter Führung von Walter Ulbricht berufen. Darüber hinaus war er von 1958 bis 1963 und von 1976 bis 1989 Mitglied des Ausschusses für Haushalt und Finanzen. Grützner gehörte dem engeren Führungskreis um Walter Ulbricht an, so dass seine Karriere unter Honecker bald endete. So war er von 1960 bis 1976 Mitglied des Staatsrates der DDR und dort Mitglied im „Strategischen Arbeitskreis“. 1974 wurde Rolf Opitz Nachfolger von Erich Grützner als Vorsitzender des Rates des Bezirks Leipzig. Sein letztes Amt hatte Grützner ab 1974 inne. Er wurde Vorsitzender des Bezirkskomitees Leipzig der Antifaschistischen Widerstandskämpfer der DDR (KdAW). Erich Grützner starb 2001.
Grützner wurde 1955 mit der Fritz-Heckert-Medaille, 1964 mit dem Orden Banner der Arbeit, 1970 mit dem Vaterländischen Verdienstorden und 1985 mit dem Karl-Marx-Orden geehrt.